# 나이프아랍안보과학대학교
나이프아랍안보과학대학교(Naif Arab University for Security Sciences, NAUSS)(아랍어: جامعة نايف العربية للعلوم الأمنية)는 외교적 지위를 가진 정부간 기관으로써 고등 교육, 안보 및 관련 분야의 과학 연구 및 훈련을 담당하는 아랍 내무 장관 협의회의 과학 기관이며 사우디 아라비아 왕국의 수도인 리야드에 있다.
Naif Arab University for Security Sciences (NAUSS)는 가장 포괄적인 의미의 모든 보안 분야에서 대학원 과정, 연구 및 훈련을 전문으로 하는 최초의 아랍 대학을 설립하기 위한 아랍 결의의 일환으로 1978년에 설립되었다. NAUSS는 사우디 아라비아 왕국으로부터 재정과 인력 등 전폭적인 지원을 받고 있다. 또한, NAUSS는 내무부 장관인 HRH Abdulaziz bin Saud Al Saud 왕자가 NAUSS 최고위원회 의장으로 있으며, 왕실 전하와 그 각하의 아랍 내무 장관이 감독하고 있다. 대학교의 미션으로는 안보와 관련된 광범위한 교육 프로그램과 대학원 연구 및 훈련을 통해 안보과학 역량을 구축하여 아랍 세계에서 가장 중대한 안보 문제를 해결한다. 비전으로는 아랍 세계 전역의 안보 전문가, 실무자, 리더를 교육하고 지원한다.
NAUSS는 여러 국제기구들과 안보 관련 협력 업무를 수행하고 있다. 대표적으로 유엔마약범죄사무소(UNODC, United Nations Office on Drugs and Crime)에서 운영하는 Untied Nations Crime Prevention and Criminal Justice Programme network 의 멤버로 참여하고 있다. 국제전기통신연합인 ITU Centres of Excellence (CoE) Cycle 2019-2022 프로그램에 참여하는 전세계 29개 기관 중 하나다. The 1st Steering Committee Meeting of the ITU Centres of Excellence (CoEs) Network for the Arab Region를 2019년 2월 19일-20일 양일간 개최하였다. 국제경찰교육기관협의회(INTERPA)의 아랍 리그 대표 멤버기관으로 참여하고 있으며, 국제형사경찰기구인 INTERPOL과 전문가 교육훈련 프로그램을 진행하고 있다.
NAUSS에서 운영하고 있는 저널로는, Arab Journal of Forensic Sciences and Forensic Medicine, Arab Journal for Security Studies, Journal of Information Security and Cybercrimes Research 가 있다.
2021년 11월, 대한민국 경찰대학(Korea National Police University)와 MoU를 맺었다. 2021년 10월에 United Nations Counter-Terrorism Centre와 Capacity Building 협약을 맺고, 2012년 12월에 NAUSS, Center of Excellent in Cybercrime and Digital Forensics 주관으로 아프리카 국가, 아랍 국가 Law Enforcement Agency 관계자들 대상으로 워크샵을 진행했다.
2021년 3월 공식적으로 총장 직속의 Center of Excellence in Cybercrime and Digital Forensics 조직이 승인되어 설립되었으며, Higher Diploma/Master Program in Cybercrime and Digital Forensics Investigation 프로그램을 운영하고 있다.
2022년 1월부터 유투브 계정을 운영하고 있으며, 학교 소개 영상은 여기에서 볼 수 있다.
2024년 9월부터 Master of Artificial Intelligence Security 프로그램을 운영하고 있다.
2025년 대학교의 2025-2029년 전략 비전이 새롭게 발표되었으며, Department of Cybersecurity and Digital Forensics 학과가 신설되었고, 초대 학과장으로 한국인 교수가 임명되었다. Department of Cybersecurity and Digital Forensics은 Higher Diploma/Master Program in Cybercrime and Digital Forensics Investigation, Master of Artificial Intelligence Security 프로그램을 운영하고 있다.